# Antoni Makarowicz
Antoni Erazm Makarowicz, ros. Макарович Антон Константинович (ur. 1772 we Lwowie, zm. w marcu 1828 w Gdańsku) – rosyjski urzędnik konsularny.

## Życiorys
Pochodził z rodziny Ormiańskiej. Urodził się we Lwowie, syn Franciszka Ksawerego Makarowicza i Anny Brzeskiej. Cesarski Radca Nadworny. Pełnił funkcję sekretarza konsulatu generalnego w Gdańsku (1818), następnie Konsula Generalnego tamże (1824-1828). W lipcu 1826 awansował na rangę Radcy Kolegskiego. 6 czerwca 1818 ożenił się z Zofią Magdaleną z domu Berneaux. Mieli dwoje dzieci, Klementynę, ur. 1820 i Ksawerego Aleksandra Antoniego ur. 1824, oboje urodzeni w Warszawie. Zmarł w Gdańsku.

## Ordery i Odznaczenia
- Order Św. Stanisława kl. III 6.9.1818
- Order Kawalerski Św. Włodzimierza kl. IV
- Order Św. Anny II kl. (Brylantowy Krzyż) 1825[5]
- Order Orła Czerwonego II kl. (Prusy) 1825[6]